# Tropidion elegans
Tropidion elegans är en skalbaggsart som först beskrevs av Pierre Émile Gounelle 1909.  Tropidion elegans ingår i släktet Tropidion och familjen långhorningar. Inga underarter finns listade i Catalogue of Life.